# Provincia Vercelli
Vercelli este o provincie în regiunea Piemont în Italia.